# Stichopogon pygmaeus
Stichopogon pygmaeus är en tvåvingeart som först beskrevs av Macquart 1849.  Stichopogon pygmaeus ingår i släktet Stichopogon och familjen rovflugor. Inga underarter finns listade i Catalogue of Life.